# O Mais Nobre
O prefixo O Mais Nobre, em inglês:  The Most Noble, é um título atribuído a duques e duquesas no Reino Unido e também aos príncipes e princesas titulados com o estilo Sua Alteza Real.
É comumente usado em documentos legais, onde o duque é descrito como, por exemplo, The Most Noble John William, Duke of London ("O Mais Nobre John William, Duque de Londres", enquanto que o prefixo "Sua Graça" é utilizado em situações mais formais.
The Most Noble é uma contração do título formal de um duque: The Most High, Noble and Potent Prince ("O Mais Ilustre, Nobre e Poderoso Príncipe"), o qual é usado em raras cerimônias.